# Momoco
『Momoco』（ももこ）は、かつて学習研究社（現・学研ホールディングス）から出版していた、日本の月刊女性アイドルグラビア雑誌。

## 概要
同社（事業部門は学研パブリッシングに分割）が発行している『BOMB』の姉妹誌として1983年11月にNo.1として創刊した。1984年1月にNo.2を発刊。そして1984年4月号より月刊化された。
大判のグラビアが特徴で、投稿写真の多かったBOMBよりも読者の対象年齢をやや高く設定しており、ヌードも併せて掲載していた。
雑誌タイトルの「Momoco」は、当時の新人アイドル・菊池桃子の売り出し戦略と深く関係し、イメージガールも菊池が務め、創刊号の表紙を飾ることで本格デビューしている。
ライバル誌の台頭や女性アイドルの衰退による発行部数の減少等により約10年後の1994年1月号をもって休刊（廃刊）となる（この休刊に際しては、毎日新聞の社会面で報じられるというアイドル雑誌としては異例の待遇ともなった）。

## モモコクラブ
雑誌の中ほどにある特別ページ。自薦他薦・芸能事務所に所属しているか否かを問わず美少女を募り、編集部が認定した少女を写真とともに紹介している、一種のアイドルオーディションのようなコーナーであった。通し番号としてつけられた「桃組出席番号」という名称はそのままおニャン子クラブの「会員番号」に取り入れられたとされる。
1986年からはTBS系列でテレビ番組『モモコクラブ』が放送開始され、数多くの桃組メンバーがレギュラー出演した。
1980年代から現在まで活躍している女性タレントの中には、かつてこのモモコクラブに登場していた者も多く、「有名になる前の姿が見られる」として、バックナンバー（特に現在著名タレントになっている者が初登場したバックナンバー）はオークションや古本市場で高値で取引されている。

### 主なモモコクラブ出身者
| 桃組No. | 名前       | 備考 |
| ------- | ---------- | --- |
| 002     | 白田あゆみ | 1983年、最初期のモモコクラブに掲載 1987年9月「恋しくて」で歌手デビュー                                  |
| 102     | 西原さおり | 白石さおり、鳥山さおり 第1回ミスモモコクラブ・味の素賞                                                  |
| 190     | 杉本亜由美 | 橋本美加子 1985年3月「メロウ・シーズン」で歌手デビュー                                                  |
| 368     | 我妻ルミ   | 我妻佳代 おニャン子クラブ（会員No.48）                                                                  |
| 446     | 佐藤弘枝   | 大林美可、葉月コーラ、中原薫 1985年5月「セピア色の夏」で歌手デビュー                                    |
| 452     | 芹沢直美   | 我妻の実姉 ドラマ『夏・体験物語2』でデビュー                                                            |
| 480     | 工藤静香   | セブンティーンクラブ、おニャン子クラブ（会員No.38、うしろ髪ひかれ隊）                                   |
| 528     | 鈴木保奈美 | 1990年代に女優としての地位を確立                                                                        |
| 531     | 小原靖子   | 相原勇 『イカ天』の司会でブレイク                                                                       |
| 611     | 三田文代   | おニャン子クラブ（会員No.24）                                                                           |
| 844     | 森口博子   | 1985年8月「水の星へ愛をこめて」で歌手デビュー バラドルとしてブレイク                                    |
| 922     | 西村知美   | 第1回ミスモモコクラブ・グランプリ 1986年3月、映画『ドン松五郎の生活』でデビュー                         |
| 1044    | 八木朋子   | ラジオ番組「HiHiHi」 - 象足シスターズ（第4期生）                                                        |
| 1078    | 島田奈央子 | 島田奈美 1986年5月「ガラスの幻想曲」で歌手デビュー                                                      |
| 1170    | 山本るい   | 山崎かおり                                                                                              |
| 1173    | 杉浦幸     | 1985年12月、テレビドラマ『ヤヌスの鏡』で主演デビュー                                                    |
| 1312    | 田中美奈子 | 学園祭の女王、女優としても活躍。                                                                        |
| 1319    | 中島早苗   | おニャン子クラブ（会員No.46）                                                                           |
| 1404    | 畠田理恵   | 第2回ミスモモコクラブ・グランプリ 1987年3月「ここだけの話 〜オフレコ〜」で歌手デビュー 現・羽生善治夫人 |
| 1481    | 三原喜美子 | ICHIGOちゃん10号                                                                                        |
| 1482    | 酒井法子   | 第2回ミスモモコクラブ・ミスVHD賞 1987年2月「男のコになりたい」で歌手デビュー                            |
| 1618    | 伊藤美紀   | 1986ホリプロタレントスカウトキャラバン・グランプリ 1987年5月「小娘ハートブレイク」で歌手デビュー        |
| 1773    | 姫乃樹リカ | 西邑理香 1988年2月「硝子のキッス」で歌手デビュー                                                        |
| 1780    | 伊藤美穂   | かわいさとみ1987年9月「ぼくの太陽」(宇宙企画)でＡＶデビュー                                             |
| 1809    | 大貫かおり | おニャン子クラブ（会員No.37）                                                                           |
| 1849    | 大井裕子   | 1988年5月「横浜ウィスパー」で歌手デビュー                                                               |
| 1861    | 松本亜紀   | おニャン子クラブ（会員No.27）                                                                           |
| 1910    | 秋山絵美   | 1987年6月「太陽のアラベスク」で歌手デビュー                                                             |
| 1917    | 須藤和美   | 1989年7月「TIME ～時を越えて～」で歌手デビュー その後、ロック歌手・須藤あきらとして再デビュー           |
| 1950    | 川口智子   | 子役として数々のドラマに出演                                                                            |
| 1956    | 吉見美津子 | おニャン子クラブ（会員No.49）                                                                           |
| 1980    | 円谷優子   | 円谷憂子 1988年9月「HELP」で歌手デビュー                                                                |
| 2142    | 赤坂芳恵   | おニャン子クラブ（会員No.26）                                                                           |
| 2219    | 大野幹代   | 乙女塾1期生（歌手コース）。ユニット「CoCo」のメンバーとして活躍                                         |
| 2289    | 相沢美紀   | 桜樹ルイ                                                                                                |
| 2387    | 豊田樹里   | EGG5、BABY'Sを経て松田樹利亜としてロックボーカリストとして活躍中                                        |
| 2479    | 川越美和   | 初瀬かほる 1988年10月「Looking at You」で歌手デビュー                                                   |
| 2594    | 原田徳子   | C.C.ガールズとして活躍                                                                                  |
| 2699    | 穴井夕子   | 東京パフォーマンスドールとして活躍                                                                      |
| 2708    | 木内美歩   | 木内美穂 1990ミスモモコクラブ・審査員奨励賞                                                             |
| 2902    | 片山裕美   | 大野まりな（麻生ひろみ名義で活動後に大野まりなとして声優に転身）                                        |
| 2981    | 揚田亜紀   | あがりた亜紀                                                                                            |
| 2996    | 小川早苗   | 堀川早苗 乙女塾5期生。フジテレビ系『不思議少女ナイルなトトメス』でデビュー                              |
| 3403    | 古谷文乃   | 大阪パフォーマンスドールの第1期フロントメンバーとして活躍後にシンガーソングライターとして活動。         |
| 3429    | 古谷仁美   | hitomi 『Fine』モデルとして活躍後、歌手デビュー                                                         |

## Momoco写真館
初期は巻頭を、末期は巻末を飾ったグラビアページ。撮影は小澤忠恭が担当、モデルとなった人物は女性アイドルから女優まで幅広い人選であった。水着着用のシーンが多く、横たわらせたり、四つん這いや前屈みポーズが多いのが特徴。
カメラ雑誌『CAPA』（発行：ワン・パブリッシング）2020年11月号より、当時のポジフィルム原版を最新のデジタル技術でスキャンした"リマスター画像"を掲載するリバイバル企画を実施。2021年7月27日、上記内容に未公開カットを加えたデジタル写真集『デジタルMomoco写真館』をシリーズ化してリリース。第一弾は『本田理沙 デジタルMomoco写真館』。今後、酒井法子、島田奈美、姫乃樹リカ、本田美奈子.、森尾由美、渡辺満里奈らの写真集がリリースされる。

## 童貞物語
『BOMB』に於ける「パンツの穴」と同様の読者投稿ページ。男女の恋愛について赤裸々に綴った物が多かった。「パンツ-」に続いてこちらも映画化されたが、女性アイドルが主演となってからは、頭に「新-」と付くなど投稿とはかけ離れたものになっていった。